# Kryptoanalys
Kryptoanalys är en delvetenskap av kryptologin som studerar hur man kan forcera krypton, utan tillgång till kodnyckeln.
Metoder och tekniker har varierat genom historien, och kryptoanalys är numera en gren av tillämpad matematik.